# Martin Hammermüller
Martin Hammermüller (* 14. Juli 1883; † 1974) war ein Heimatforscher, der mehrere Publikationen zur Sächsischen Schweiz und zum Osterzgebirge vorlegte, darunter einige Wanderhefte.
Hammermüller war Dozent und Studienrat an der Oberschule für Jungen in Dresden-Plauen.

## Werke (Auswahl)
- Die Wälder um Bärenburg, 1953, 2. Aufl. 1954
- Osterzgebirge, 3. verb. Aufl. 1959
- Altenberg – Geising – Zinnwald, 1954
- Frauenstein – Rechenberg-Bienenmühle – Holzhau – Nassau, 4. Aufl. 1974
- Um Altenberg, Geising und Lauenstein. Werte der Deutschen Heimat Bd. 7, Akademie-Verlag, Berlin 1964.